# Joy Weisenborn
Joy Weisenborn (* als Margarete Schnabel am 5. September 1914 in Barmen; † 2004 in Heide) war eine deutsche Widerstandskämpferin gegen den Nationalsozialismus und Schriftstellerin.

## Leben
Ihr Vater war Johannes Julius Schnabel, ein kleiner Fabrikant in Wuppertal-Barmen. Joy besuchte dort die Schule bis zur mittleren Reife und wurde 1933 auf ein Internat in Holland gesandt, wo sie sich auf den Lehrerberuf vorbereitete. Nach dem frühen Tod des Vaters fehlte Geld und sie begab sich auf Wanderschaft durch Frankreich und England, wo sie als Au-pair-Mädchen arbeitete und die Sprache lernte. In England lernte sie Anfang der 1930er Jahre Libertas Schulze-Boysen kennen.
Von 1937 bis 1938 war sie Privatlehrerin im Schweriner Schloss in Mecklenburg. Ab 1938 war sie in einem Reisebüro in Berlin tätig, hatte künstlerische Pläne, wollte Bildhauerin, Sängerin oder Schauspielerin werden und wurde Untermieterin im Haushalt von Harro Schulze-Boysen. Sie bekam Kontakt zur Widerstandsgruppe Rote Kapelle. 1940 war sie als Sängerin und Schauspielerin mit einem Ensemble auf Wehrmachtstournee in Frankreich, Sizilien und im Deutschen Reich. 1941 heiratete sie Günther Weisenborn und war im Widerstand tätig. 1942 wurde sie mit ihrem Mann von der Gestapo verhaftet und war bis 1943 inhaftiert. Sie erhielt Auftrittsverbot und wurde als Sparkassenangestellte dienstverpflichtet. Nach 1945 arbeitete sie mit ihrem Mann schriftstellerisch zusammen. Ab 1969, nach dem Tod von Günther Weisenborn, lebte sie in Agarone. Im Alter, als ihr die Stufen und Treppen „am Berg“ Mühe bereiteten, zog sie in eine Etagenwohnung nach Ascona und kurz vor ihrem Tod schließlich nach Heide, in die Nähe ihres Sohnes Sebastian.
2017 setzte ihr Sohn Christian Weisenborn ihr mit dem Dokumentarfilm Die guten Feinde – Mein Vater, die Rote Kapelle und Ich, ein cineastisches Denkmal.

## Veröffentlichungen
- 1942: Junge Herzen Filmdrehbuch[6]
- mit Günther Weisenborn: Einmal laß mich traurig sein. Briefe, Lieder, Kassiber 1942–1943. Herausgegeben von Elisabeth Raabe. Arche, Zürich 1984, ISBN 3-7160-2007-9.
- Liebe in Zeiten des Hochverrats: Tagebücher und Briefe aus dem Gefängnis 1942–1945. Herausgegeben von Christian Weisenborn, Sebastian Weisenborn und Hans Woller. C.H. Beck, München 2017, ISBN 978-3-406-71422-1.[7]
- mit Günther Weisenborn: Wenn wir endlich frei sind. Briefe, Lieder, Kassiber 1942–1945. Arche-Verlag, Zürich/Hamburg 2008, ISBN 978-3-7160-2378-5.